# Erenumab

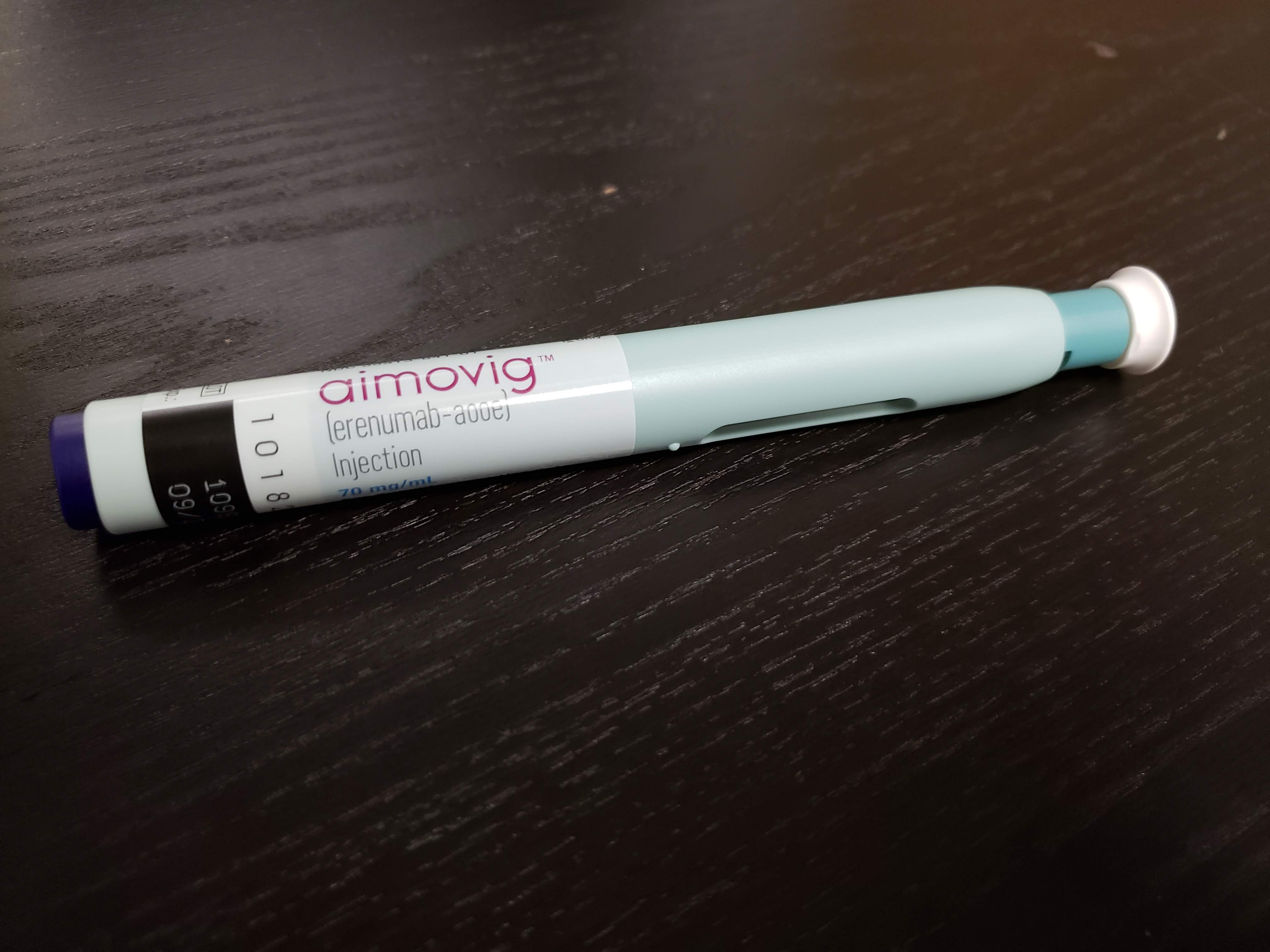
El estándar de 70mg/ml de un autoinyector de Aimovig

Erenumab es un medicamento para el tratamiento preventivo de la migraña. Su uso fue aprobado por la Administración de Alimentos y Medicamentos de Estados Unidos (FDA) en mayo de 2018. Se comercializa con el nombre de Aimovig. Se administra una vez al mes mediante autoinyección subcutanea. Se trata de un medicamento preventivo, no cura la enfermedad, su acción es disminuir el número de episodios de migraña que experimenta el paciente.

## Indicaciones
Tratamiento preventivo de la migraña en pacientes adultos.

## Farmacología y mecanismo de acción
El medicamento es un anticuerpo monoclonal humano dirigido contra el receptor del péptido relacionado con el gen de la calcitonina (CGRP). Se une en forma competitiva, selectiva  y reversible a los receptores celulares de CGRP. El CGRP es una sustancia que se encuentra en el sistema nervioso central y periférico y está relacionado con la respuesta vasodilatadora y el dolor, por lo que su inhibición contribuye a que no aparezcan las crisis de migraña.

## Dosis y posología
Se administra una vez al mes por vía subcutanea a una dosis de entre 70 y 140 mg.

## Ensayos clínicos
En la fase III del ensayo clínico STRIVE, 955 pacientes se dividieron en tres grupos que fueron tratados con placebo o erenumab a dosis de 70 o 140 mg al mes durante 6 meses. Los pacientes presentaban por término medio 8,3 episodios de migraña al mes antes de iniciar el tratamiento. El grupo tratado con 70 mg presentó por término medio 3,2 episodios menos al mes, el tratado con 140 mg 3,7 episodios menos al mes y el grupo que recibió placebo 1,8 episodios menos al mes. De estos datos se deduce que la medicación es efectiva y disminuye el número de crisis. Los pacientes tratados continúan presentando migraña durante el tratamiento pero el número de crisis se reduce.

## Aprobación
La Administración de Alimentos y Medicamentos de Estados Unidos (FDA) aprobó el medicamento el 17 de mayo de 2018 con la indicación de tratamiento preventivo de la migraña en pacientes adultos.

## Precio
El precio estimado del fármaco es de 6900 dólares para un año de tratamiento.

## Otros medicamentos
Se están realizando estudios con otras sustancias que actúan por el mismo mecanismo de acción que erenumab, entre ellas eptinezumab, fremanezumab y galcanezumab.